# Подільське (Краматорський район)
Поді́льське — село Костянтинівської міської громади Краматорського району Донецької області, України.

## Загальні відомості
Відстань до центру громади становить близько 9 км і проходить автошляхом місцевого значення. Селом протікає річка Грузька.

## Населення
За даними перепису 2001 року населення села становило 60 осіб, із них 73,33 % зазначили рідною мову українську та 26,67 % — російську.